# Municipio de Dexter (Minnesota)
El municipio de Dexter (en inglés: Dexter Township) es un municipio ubicado en el condado de Mower en el estado estadounidense de Minnesota. En el año 2010 tenía una población de 310 habitantes y una densidad poblacional de 3,46 personas por km².

## Geografía
El municipio de Dexter se encuentra ubicado en las coordenadas 43°43′3″N 92°45′5″O / 43.71750, -92.75139. Según la Oficina del Censo de los Estados Unidos, el municipio tiene una superficie total de 89.72 km², de la cual 89,72 km² corresponden a tierra firme y (0 %) 0 km² es agua.

## Demografía
Según el censo de 2010, había 310 personas residiendo en el municipio de Dexter. La densidad de población era de 3,46 hab./km². De los 310 habitantes, el municipio de Dexter estaba compuesto por el 98,39 % blancos, el 0,32 % eran amerindios, el 0,32 % eran asiáticos, el 0,32 % eran de otras razas y el 0,65 % eran de una mezcla de razas. Del total de la población el 0,32 % eran hispanos o latinos de cualquier raza.